# Anthophora californica
Anthophora californica är en biart som beskrevs av Cresson 1869. Anthophora californica ingår i släktet pälsbin, och familjen långtungebin. Inga underarter finns listade i Catalogue of Life.